# Горноводск
Горноводск (каз. Горноводск) — упразднённое село в Мартукском районе Актюбинской области Казахстана. Ликвидировано в 2012 г. Входило в состав Байнассайского сельского округа. Код КАТО — 154653200.

## Население
В 1999 году население села составляло 148 человек (76 мужчин и 72 женщины). По данным переписи 2009 года, в селе проживали 42 человека (24 мужчины и 18 женщин).